# يونس أكينوتشو
يونس أكينوتشو (بالفرنسية: Yunss Akinocho)‏ مواليد 11 مارس 1987 في رانس، هو لاعب كرة سلة مغربي فرنسي بدأ مسيرته الاحترافية في سنة 2004. يبلغ طوله 6 قدم 8 بوصة (2.0 م). مثل منتخب المغرب لكرة السلة ولعب معه في بطولة أمم أفريقيا لكرة السلة 2009.

## فرق لعب لها
- شوليه باسكت
- كرايلسهايم مرلينز